# Торральба-де-лос-Сісонес
Торральба-де-лос-Сісонес (ісп. Torralba de los Sisones) — муніципалітет в Іспанії, у складі автономної спільноти Арагон, у провінції Теруель. Населення — 216 осіб (2010).
Муніципалітет розташований на відстані близько 200 км на схід від Мадрида, 70 км на північний захід від міста Теруель.

## Демографія
Динаміка населення (INE ):